# Суходольская-Восточная
Шахтоуправление «Суходо́льское-Восто́чное» — угледобывающее предприятие в городе Суходольск, Краснодонского городского совета Луганской области, (Россия), входит в ПАО «Краснодонуголь». Официальное название СП «Шахтоуправление „Суходольское-Восточное“».

## Характеристики
Шахта «Суходольская-Восточная» сдана в эксплуатацию в декабре 1980 года. Глубина разработки составляет 785—1028 метров. На шахте работает более 2 тысяч человек(2013г). На 11 августа 2006 года шахтой было добыто 59,327 млн. тонн угля. Среднесуточная добыча составляет 2727 тонн.
Шахта «Суходольская-Восточная» — одна из наиболее опасных в Донецком угольном бассейне в связи с повышенной опасностью внезапных выбросов угля и газа.
9 июня 1992 года в результате взрыва метана и угольной пыли было травмировано 100 человек, из которых 63 человека погибли. 
13 августа 2006 года на шахте произошёл взрыв, 8 шахтёров погибло, 5 были ранены..
29 июля 2011 года в результате взрыва погибли 26 человек, 2 человека госпитализированы.

## Адрес
Д. Калитвенцев Председатель профкома НПГ ш. им. Н. П. Баракова, Луганская область, Украина.